# William Kemble Esling
Pour les articles homonymes, voir Esling.
William Kemble Esling (19 février 1868-3 décembre 1946) est un homme politique canadien de la Colombie-Britannique. Il est député fédéral conservateur de la circonscription britanno-colombienne de Kootenay-Ouest de 1925 à 1945.
Il est aussi député provincial conservateur de la circonscription britanno-colombienne de Rossland City de 1920 à 1924.

## Biographie
Né à Philadelphie en Pennsylvanie, Esling étudie au Girard College (en). Il s'installe au Canada en 1896. Il travaille pendant deux décennies dans des entreprises de publication de journaux à Rossland et Trail.
Esling meurt à Rossland en décembre 1946 à l'âge de 78 ans.